# Pseudis fusca
A Pseudis fusca a kétéltűek (Amphibia) osztályának békák (Anura) rendjébe és a levelibéka-félék (Hylidae) családjába tartozó faj.

## Előfordulása
A faj Brazília endemikus faja. Természetes élőhelye a szubtrópusi vagy trópusi időszakosan nedves vagy elárasztott síkvidéki rétek, folyók, édesvízi tavak és mocsarak, víztározók, legelők, pocsolyák. A fajt élőhelyének elvesztése fenyegeti.